# Gypsophila turkestanica
Gypsophila turkestanica là loài thực vật có hoa thuộc họ Cẩm chướng. Loài này được Schischk. mô tả khoa học đầu tiên năm 1932.